# Bahnhof Varnsdorf

Der Bahnhof Varnsdorf (bis 1945 deutsch: Bahnhof Warnsdorf) ist eine Betriebsstelle der Bahnstrecke Mittelherwigsdorf–Eibau und der hier einmündenden Bahnstrecke Rybniště–Varnsdorf auf dem Stadtgebiet von Varnsdorf (Warnsdorf) in der Tschechischen Republik. Varnsdorf war von 1871 bis 1938 Grenzbahnhof zu Sachsen in Deutschland. Heute besitzt er diesen Status trotz der Lage an der Staatsgrenze nicht mehr.

## Geschichte
Die Station Warnsdorf wurde am 16. Jänner 1869 durch die k.k. priv. Böhmische Nordbahn (BNB) als Endpunkt ihrer Zweigstrecke von Teichstatt (heute: Rybniště) eröffnet. Die von vornherein geplante Fortsetzung der Strecke nach Zittau in Sachsen wurde am 15. August 1871 durch die Königlich Sächsischen Staatseisenbahnen (K. Sächs. Sts. E.B.) eröffnet. Die Erweiterung der sächsischen Strecke über Altwarnsdorf nach Seifhennersdorf und Eibau ging am 1. November 1874 in Betrieb.

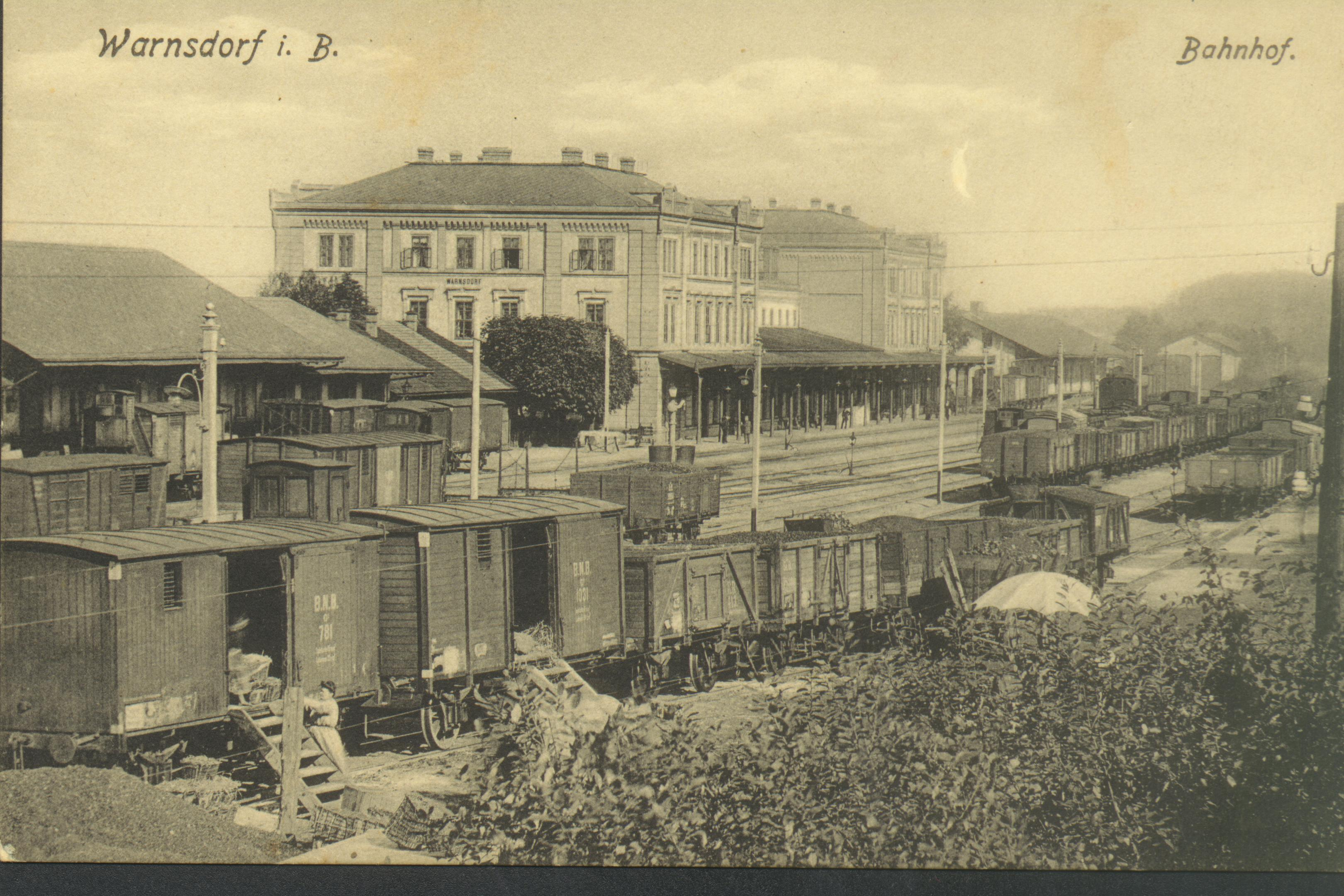
Bahnhof Warnsdorf (um 1900)

Die BNB hatten in Warnsdorf zunächst nur ein provisorisches Aufnahmsgebäude errichtet. Bis 1871 entstand ein repräsentatives, für die Größe des Ortes überdimensioniert wirkendes neues Aufnahmsgebäude, das von der BNB und den K. Sächs. Sts. E.B. gemeinschaftlich benutzt wurde. Es bestand aus zwei dreigeschossigen Flügelbauten und einem niedrigeren Verbindungsbau. Die BNB nutzte den Westflügel, die sächsische Staatsbahn den Ostflügel. Die Güterschuppen beider Bahnverwaltungen waren weitgehend symmetrisch neben dem Aufnahmsgebäude angeordnet. Das Heizhaus der BNB lag zunächst an der Ostseite direkt an der Staatsgrenze. Nach der Streckenerweiterung nach Sachsen entstand eine neue Lokomotivstation an der Südseite, das ursprüngliche Heizhaus wurde zum Eisenbahnerwohnhaus umgebaut.
Nach der Angliederung des Sudetenlandes an Deutschland im Oktober 1938 übernahm die Deutsche Reichsbahn, Reichsbahndirektion Dresden den Bahnhof in ihre Verwaltung. 1941 entstand am westlichen Bahnhofskopf ein modernes Hochstellwerk, das nach den ursprünglichen Planungen zu einem Zentralstellwerk erweitert werden sollte. Der Zweite Weltkrieg und seine Folgen verhinderten das.
Nach dem Ende des Zweiten Weltkrieges kam der Bahnhof wieder in die Verwaltung der ČSD. Noch bis 11. Jänner 1946 fuhren Züge der Deutschen Reichsbahn über Warnsdorf, dann wurde die Strecke von und nach Sachsen an der Staatsgrenze gesperrt, aber nicht unterbrochen. Zu den Kuriosa jener Zeit zählt die Tatsache, dass der Schrankenwärter des Wegüberganges Waltersdorfer Straße in Großschönau weiterhin für die nächtliche Beleuchtung des Einfahrsignals aus Richtung Großschönau zu sorgen hatte.
Erst ab 11. März 1951 fuhren in Varnsdorf wieder Züge über die Staatsgrenze, nachdem sich die Regierungen der DDR und ČSR auf einen beiderseitigen privilegierten Durchgangsverkehr geeinigt hatten. Die DR-Züge hatten in Varnsdorf stets einen Betriebshalt, der nicht zum Fahrgastwechsel zugelassen war. Begründet war das im Fehlen von Ausfahrsignalen in beiden Richtungen, sodass alle Züge durch den Fahrdienstleiter persönlich abgefertigt werden mussten. Erst 1988 stellten die ČSD Ausfahrsignale auf, die seitdem Durchfahrten ohne Halt ermöglichen. In Richtung Großschönau wurde dabei unmittelbar vor der Staatsgrenze ein Gruppenausfahrsignal für alle Gleise aufgestellt.
Am 1. Januar 1993 ging der Bahnhof im Zuge der Auflösung der Tschechoslowakei an die neu gegründeten České dráhy (ČD) über. Seit 2003 gehört er zum Netz des staatlichen Infrastrukturbetreibers Správa železniční dopravní cesty (SŽDC), heute Správa železnic.

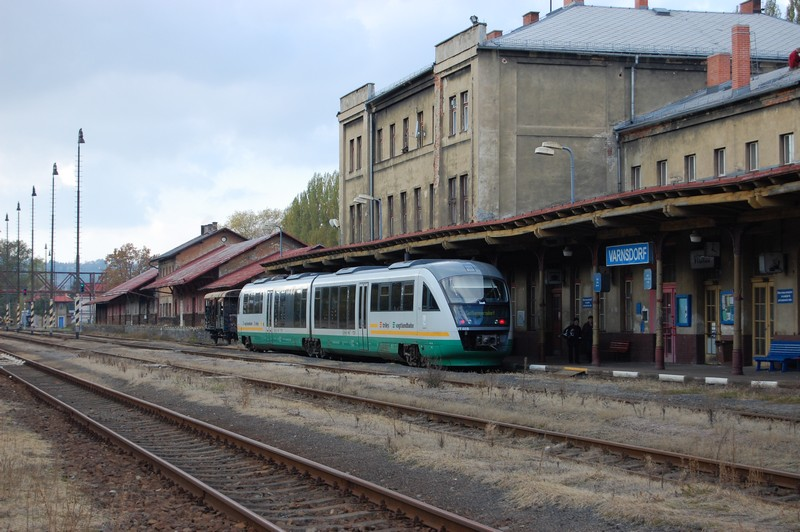
Personenzug der Vogtlandbahn am Hausbahnsteig (2011)

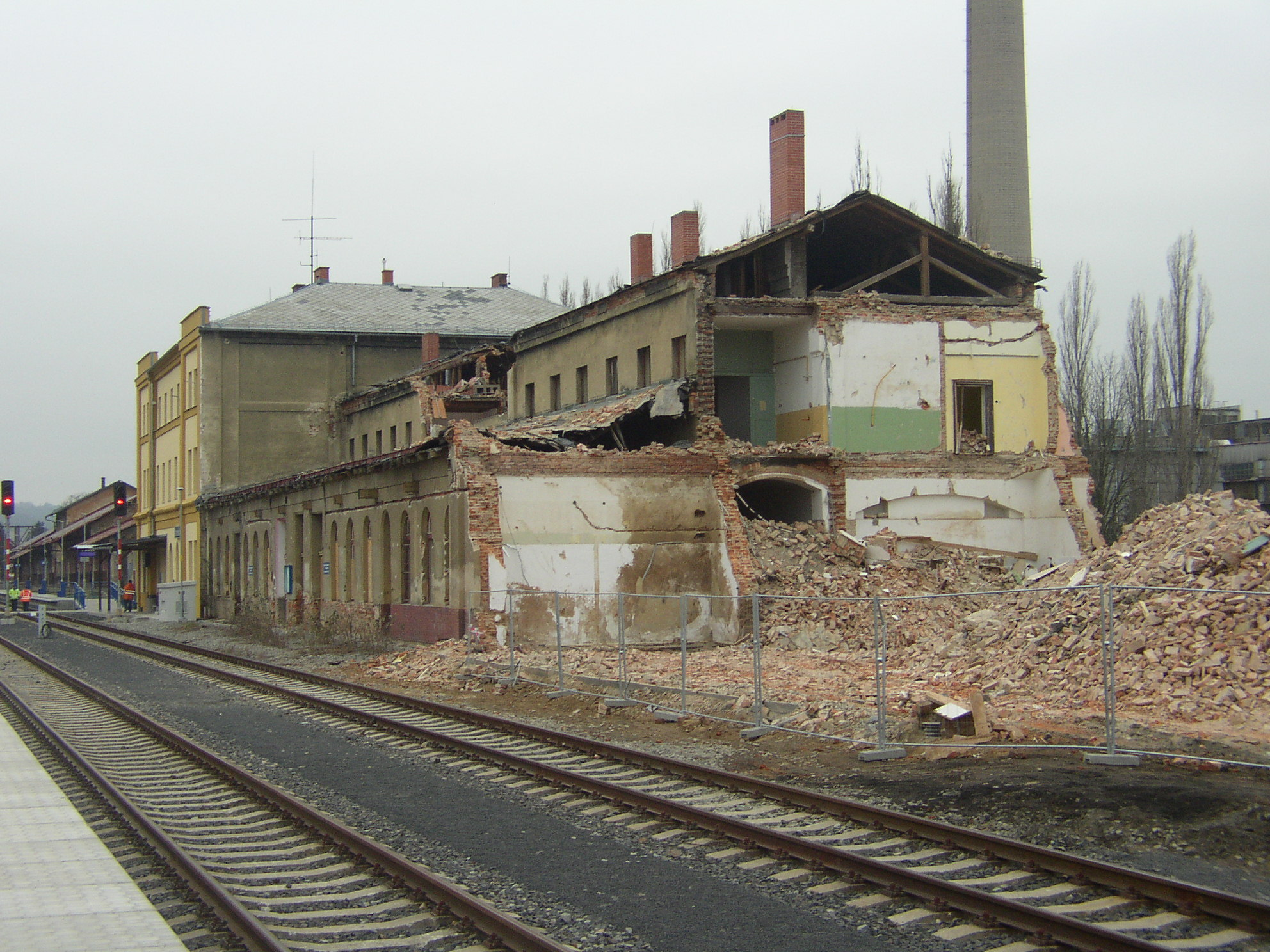
Abrissarbeiten am Aufnahmsgebäude (Dezember 2020)

Die Aufnahme der Tschechischen Republik in die Europäische Union im Jahr 2004 und der Beitritt zum Schengener Abkommen im Jahr 2007 schufen die Voraussetzungen, dass der Bahnhof Varnsdorf wieder Bedeutung im grenzüberschreitenden Verkehr erlangte. Seit 1. Juni 2006 halten die deutschen Züge des Korridorverkehrs wieder in Varnsdorf, seit 2010 wird das SPNV-Angebot zwischen Liberec, Zittau, Varnsdorf, Seifhennersdorf und Rybniště in Kooperation der ÖPNV-Aufgabenträger beider Staaten im Rahmen eines integralen Taktfahrplanes gemeinsam koordiniert und bestellt.
Nach jahrelangem Verfall begann die staatliche Infrastrukturverwaltung im Jahr 2018 mit Erneuerungsarbeiten im Bahnhof. Der Spurplan wurde von den ursprünglich 12 Gleisen mit 24 Weichen auf lediglich 4 Gleise mit nur noch 10 Weichen reduziert. Statt Gleis 1 entstand ein neuer Inselbahnsteig an Gleis 2 und 3, der über einen niveaugleichen Zugang erreichbar ist. Gleis 5 erhielt einen neuen Bahnsteig an der Westseite anstelle des Ladegleises am böhmischen Güterschuppen, der bisherige Hausbahnsteig wurde abgerissen. Gleis 4 steht weiterhin für Güterzüge zur Verfügung. Neben der Anschlussbahn zur Fa. Velveta und zum dortigen Fernheizwerk werden seitdem im Bahnhof keine verkehrlichen Anlagen für den Güterverkehr mehr vorgehalten. Der frühere BNB-Flügel auf der Westseite des Aufnahmsgebäudes wurde saniert, der schon lange ungenutzte sächsische Teil wurde im Dezember 2020 samt dem Verbindungsbau mit den Warteräumen und der Fahrkartenausgabe abgebrochen. Schon vorher verschwand der devastierte sächsische Güterschuppen.